# Liodytes pygaea
Liodytes pygaea är en ormart som beskrevs av Cope 1871. Liodytes pygaea ingår i släktet Liodytes och familjen snokar. IUCN kategoriserar arten globalt som livskraftig.
Arten förekommer i sydöstra USA från södra Alabama och östra North Carolina till Florida. Den vistas i fuktiga områden som träskmarker, landskap nära sjöar som översvämmas tidvis, gräsmarker och intill mindre vattenansamlingar. Den använder dagar med regn för att vandra mellan dessa regioner.

## Underarter
Arten delas in i följande underarter:
- L. p. cyclas
- L. p. paludis
- L. p. pygaea